# 번아웃하우스
번아웃하우스는 대한민국의 남성 락 그룹이다.

## 음반
- 너뿐인걸 (2011)
- Talk (2012)
- 겨울에 멈춰서 (2012)

## 방송
- 2011년 KBS2 TOP밴드 (시즌 1) - Top16 (13위)

## 수상
- 2012년 올레뮤직 인디어워드 이달의 루키